# Andrea Marone
Andrea Marone (Pordenone, 1474 - Roma, 1527) fue un humanista y poeta italiano.
Poeta improvisador en latín, fue protegido del cardenal Ippolito d'Este en Ferrara y luego trabajó bajo los auspicios del Papa León X en Roma. Tras el fallecimiento de León de la familia Medici en 1521, el sucesor Adriano VI que lideró la iglesia católica desde 1522 a 1523, lo expulsó de la corte papal; más tarde Clemente VII, también miembro de la familia Medici, ordenó reintegrarlo. Fue tío de Peter Marone, pintor activo en Brescia y Mantua.